# Roland Bertin
Roland Émile Bertin, född 16 november 1930 i Paris, död 20 februari 2024 i Pont-l'Abbé, Finistère, var en fransk skådespelare.

## Roller i urval
- 1975 – De måste dömas
- 1975 – Jagande skräck
- 1975 – Mr. Klein
- 1976 – Gangstergänget
- 1977 – Kärlekstjuvarna
- 1977 – Madame Claude - erotikens drottning
- 1979 – Polisinspektören
- 1979 – Systrarna Brontë
- 1981 – Diva - dödligt intermezzo
- 1990 – Hårfrisörskans make
- 1990 – Cyrano de Bergerac